# Ammersbek
Ammersbek est une commune de l'arrondissement de Stormarn, dans le Land de Schleswig-Holstein en Allemagne.

## Histoire
Ammersbek a été créée en 1978 lors de la fusion des communes de Bünningstedt et Hoisbüttel.

## Quartiers
- Lottbek
- Hoisbüttel
- Rehagen/Schäferdresch
- Bünningstedt
- Daheim/Heimgarten

## Jumelages
- Montoir-de-Bretagne (France) depuis 1986